# Yōhei Kōno
Yōhei Kōno (Hiratsuka, 15 gennaio 1937) è un dirigente sportivo e politico giapponese, attuale presidente dell'Associazione Giapponese di Atletica Leggera.
É noto soprattutto per aver effettuato, il 4 agosto 1993, una celebre dichiarazione in cui per la prima volta il governo giapponese ammetteva che durante la Seconda guerra mondiale l'esercito imperiale nipponico aveva costretto a prostituirsi in bordelli militari le donne, conosciute come donne di conforto.